# Valentino Bianchi
Valentino Bianchi (Cesena, 28 novembre 1974) è un musicista italiano, membro e fondatore dei Quintorigo.

## Biografia
Diplomato in sassofono al conservatorio di Bologna, studia in seguito musica jazz nello stesso istituto.
Inizia le sue esperienze jazzistiche con il gruppo Good Fellas, che collabora frequentemente con il re del jumping jive Ray Gelato.
Nel 1996 fonda con Andrea Costa, Gionata Costa, Stefano Ricci e John De Leo i Quintorigo, con i quali raggiunge la notorietà a livello nazionale, soprattutto per la partecipazione al Festival di Sanremo 2001.
Ha al suo attivo collaborazioni con artisti quali Carmen Consoli, Franco Battiato, Andrea Bocelli, Enrico Rava, Roberto Gatto, Antonello Salis, Ivano Fossati.
Svolge anche attività di insegnante di sassofono presso l'Accademia 49 di Cesena.
Attualmente insegna Italiano, Storia e Latino presso l'IIS Ettore Majorana di San Lazzaro (Bo)

## Fonti web
- Archivio RAI
- Accademia49 - Officina della Musica e delle Arti